# 1969 en santé et médecine
| Années de la santé et de la médecine : 1966 - 1967 - 1968 - 1969 - 1970 - 1971 - 1972    |
| Décennies de la santé et de la médecine : 1930 - 1940 - 1950 - 1960 - 1970 - 1980 - 1990 |

Cet article présente les faits marquants de l'année 1969 en santé et médecine.

## Événements
- 21 janvier : accident à la centrale nucléaire de Lucens en Suisse, mais « aucun danger pour le public[1] ».
- 4 avril : à Houston (États-Unis), Denton Cooley (en) greffe un « cœur d'attente » en plastique.
- 1er novembre : Dorothy Crowfoot Hodgkin publie la structure tridimensionnelle de l'insuline[2].
- Novembre : séquençage de l'hormone thyréotrope par Roger Guillemin et Andrew Schally[3],[4].
- Traduction en français, sous le titre de La Forteresse vide, de The Empty Fortress, ouvrage de Bruno Bettelheim sur l’autisme infantile.

## Décès
- 26 février : Karl Jaspers (né en 1883), psychiatre et philosophe allemand-suisse représentatif de l'existentialisme chrétien[5].
- 8 décembre : Fuller Albright (en) (né en 1900), endocrinologiste américain, spécialiste du métabolisme du calcium.